# Flughafen Samsun-Çarşamba

i8
i11
i13
Der Flughafen Samsun-Çarşamba, auch Flughafen Samsun (türkisch Samsun Çarşamba Havalimanı, IATA-Code: SZF, ICAO-Code: LTFH) ist ein 1998 eröffneter türkischer Flughafen, 25 Kilometer östlich von Samsun gelegen.
Der Flughafen liegt direkt am Schwarzen Meer und verfügt über eine Lande- und Startbahn sowie ein Terminal. Er löste den zwei Kilometer westlich des Stadtzentrums gelegenen alten Flughafen ab. Im Jahr 2024 zählte der Flughafen etwa 1,5 Millionen Passagiere.